# Chlorurus perspicillatus
Chlorurus perspicillatus är en fiskart som först beskrevs av Steindachner, 1879.  Chlorurus perspicillatus ingår i släktet Chlorurus och familjen Scaridae. IUCN kategoriserar arten globalt som livskraftig. Inga underarter finns listade i Catalogue of Life.